# Paul Gentilozzi
Paul Gentilozzi (ur. 6 lutego 1950 roku w Detroit) – amerykański biznesmen i kierowca wyścigowy. Założyciel zespołu Rocketsports Racing.

## Kariera wyścigowa
Gentilozzi rozpoczął karierę w międzynarodowych wyścigach samochodowych w 1983 roku od startów w IMSA Camel GTO, gdzie jednak nie zdobywał punktów. W późniejszych latach Amerykanin pojawiał się także w stawce IMSA GTU Championship, Liquid Tide Trans-Am Tour, IMSA Exxon Supreme GT Series, IMSA World Sports Car Championship, SCCA Trans-Am, 24-godzinnego wyścigu Le Mans, Grand American Rolex Series oraz American Le Mans Series.